# 冠位十九階
冠位十九階（かんいじゅうきゅうかい）は、649年から664年までの日本にあった冠位制度である。制定年から大化五年の冠位、『日本書紀』の字句から冠十九階とも呼ばれる。それぞれ制の字を付けて冠位十九階制、大化五年の冠位制などと呼ばれることも多い。以前の七色十三階冠を改正したもので、冠位二十六階制によって廃止になった。

## 冠位の概要
『日本書紀』の大化5年（649年）2月条に、「冠十九階を制す」として1から19までの冠位の名称が掲げられている。大織・小織・大繡・小繡・大紫・小紫・大花上・大花下・小花上・小花下・大山上・大山下・小山上・小山下・大乙上・大乙下・小乙上・小乙下・立身である。

## 改正の要点
十九階の制定は、冠位十二階が七色十三階冠に改まってからわずか2年後のことである。同じ事件が史料によって異なる年代で記録されていたためにおきた重出と見る説もないではないが、2年おきの改正が実際にあったとみるのが普通である。冠の色と服についての規定は『日本書紀』にないが、十三階制のものを引き継いだと考えられる。
改正の眼目は階を増やすことにあり、錦を花、青を山、黒を乙に改称してそれぞれ上下に細分した。前史として、十三階制が従来の十二階を六、七階分に圧縮したことがある。背景には官職の数が増え、十三階の冠位では不足をきたしたのがその背景にあると考えられている。また、階級を多くすれば、功績に応じて昇進させるという場面が増えることになる。
冠位の名は階数を増やしたところだけ改めている。前の冠位と区別しやすくするためであろう。また、字画を簡略にしたのは、文書に記すときの手間を省くためかもしれない。史料によっては花を画数が比較的多い「華」と記すものがあるが、出土木簡に見える字はもっぱら画数が少ない花のほうである。

## 冠位の普及
十二階制では地方豪族で冠位を授けられた者は少なかったようだが、この頃から冠位を持つ者が多くなったようである。しかしまだ地方豪族すべてに冠位が行き渡るには至らなかった。「他田日奉部神護解」、『和気氏系図』、『粟鹿大明神元記』のような地方豪族の古系図類では、孝徳天皇の頃から冠位が注記される人が現われる。しかし『阿蘇氏系図』、『利波臣系図』にみる地方豪族ではなお冠位が記されず、大宝令のときになって位階を帯びたように見える。
また、この頃から冠位がより官僚的になり、官位相当や位の昇進、選考といった後の律令位階制度の原型が形成されたのではないかと考える学者もいる。出土木簡最古の冠位は飛鳥京跡からのもので、「大花下」、「小山上」、「小乙下階」、「大乙下階」といった十九階制の冠位が記されていた。

## 冠位の対照
前後の冠位制度との対応関係は以下の通り。
| 冠位十三階 | 冠位十九階 | 冠位二十六階         |
| ---------- | ---------- | -------------------- |
| 大織       | 大織       | 大織                 |
| 小織       | 小織       | 小織                 |
| 大繡       | 大繡       | 大縫                 |
| 小繡       | 小繡       | 小縫                 |
| 大紫       | 大紫       | 大紫                 |
| 小紫       | 小紫       | 小紫                 |
| 大錦       | 大花上     | 大錦上 大錦中 大錦下 |
| 大錦       | 大花下     | 大錦上 大錦中 大錦下 |
| 小錦       | 小花上     | 小錦上 小錦中 小錦下 |
| 小錦       | 小花下     | 小錦上 小錦中 小錦下 |
| 大青       | 大山上     | 大山上 大山中 大山下 |
| 大青       | 大山下     | 大山上 大山中 大山下 |
| 小青       | 小山上     | 小山上 小山中 小山下 |
| 小青       | 小山下     | 小山上 小山中 小山下 |
| 大黒       | 大乙上     | 大乙上 大乙中 大乙下 |
| 大黒       | 大乙下     | 大乙上 大乙中 大乙下 |
| 小黒       | 小乙上     | 小乙上 小乙中 小乙下 |
| 小黒       | 小乙下     | 小乙上 小乙中 小乙下 |
| 建武       | 立身       | 大建                 |
| 建武       | 立身       | 小建                 |